# Petroica ardent
La petroica ardent (Petroica phoenicea) és una espècie d'ocell de la família dels petròicids (Petroicidae) que habita Boscos àrids i poc densos del sud-est d'Austràlia, al sud-est de Queensland, est i sud de Nova Gal·les del Sud, Victòria, sud-est d'Austràlia Meridional, Tasmània i les illes de l'estret de Bass.